# Constitution française du 4 novembre 1848
Lire en ligne

Texte sur Wikisource

Charte de 1830 (monarchie de Juillet) Constitution de 1852 (Second Empire)
La Constitution de 1848 est la constitution votée en France le 4 novembre 1848 par l'Assemblée nationale, organe constituant, régissant la IIe République, proclamée les 24 février et 4 mai 1848. Elle fut abrogée le 14 janvier 1852 par la promulgation de la Constitution de 1852, qui modifia profondément le visage de la IIe République et servit de base au Second Empire qui fut officiellement proclamé quelques mois plus tard, le 2 décembre 1852, par Louis-Napoléon Bonaparte.

## Illusion républicaine du printemps 1848
En février 1848, une minorité de Parisiens, profitant de l'effet de surprise et de l'inertie du gouvernement, renverse le roi Louis-Philippe Ier. Le gouvernement provisoire, issu du milieu politique parisien, hésite sur la nature du nouveau régime, tant que la province ne se sera pas prononcée. Lamartine obtient la proclamation de la République, mais fait rejeter le drapeau rouge comme nouvel emblème national et adopter le drapeau tricolore. Il est clair dès l'origine qu'une partie des républicains ne veulent pas d'une république sociale.
Nombreux sont les ralliements à la République. Les authentiques républicains (les républicains de la veille), assez peu nombreux, sont rejoints et submergés par les républicains du lendemain, qui se recrutent parmi les monarchistes légitimistes, jubilant de voir l'usurpateur orléaniste chassé du pouvoir. On y retrouve également les orléanistes d'opposition, qui sont heureux de la disparition du chef du gouvernement François Guizot, dont l'immobilisme politique a conduit à la révolution, mais ils ne sont pas prêts à accepter une république sociale.
Partout, les corps constitués (magistrats, enseignants, ministres des Cultes) se rallient au nouveau régime. Le gouvernement remplace les fonctionnaires d'autorité (préfets) par des commissaires de la République, qui lui sont favorables. Mais les ralliés investissent nombre de postes de contrôle de la vie provinciale en profitant du faible nombre de républicains.
Partout, de février à avril, un vent de fraternité souffle sur la France : on organise des banquets républicains (voir campagne des banquets), on plante des arbres de la Liberté sur les places publiques. Mais les difficultés économiques et sociales, qui sont les causes essentielles de la révolution de février, persistent et sont aggravées par les troubles révolutionnaires. À Paris, les ouvriers du bâtiment obtiennent (décret du 2 mars), après leur manifestation du 28 février, l'abolition du recrutement par marchandage et la réduction de la journée de travail, qui passe de 11 à 10 heures dans la capitale, et de 12 à 11 en province. Les ateliers nationaux, destinés à fournir du travail aux chômeurs, sont créés le 26 février. Des sociétés coopératives se forment (à Paris, 2 000 tailleurs se regroupent dans une société fraternelle, qui reçoit des commandes du gouvernement). Il y a des affrontements violents entre les patrons et leurs salariés pour obtenir des hausses de salaires. Autour de Rouen, centre textile important, on signale des faits de luddisme (destruction de machines) par des paysans-artisans concurrencés par les grandes filatures et les tissages mécaniques. Le chemin de fer Paris – Le Havre est attaqué par des mariniers, des éclusiers et des voituriers ruinés par ce nouveau moyen de transport. Les campagnes connaissent des troubles agraires. L'administration des Eaux et Forêts, qui restreint le droit de pacage, est violemment prise à partie par les éleveurs de chèvres et de moutons dans les Alpes, les Pyrénées et le Jura. Dans l'Isère et dans le Var, les petits paysans et les ouvriers agricoles s'en prennent aux gros paysans qui ont interdit les droits d'usage (vaine pâture…). La peur du rouge, du partageux, du communiste s'installe progressivement.
La campagne pour les élections à l'Assemblée constituante met fin à l'unanimisme politique.

## L'Assemblée constituante
Les républicains de la veille sont conscients du danger que court la toute nouvelle république. Le suffrage universel masculin, institué le 5 mars, va donner beaucoup de poids politique aux ruraux, les trois quarts de l'électorat. Ils ont peu été atteints par la propagande républicaine et sont sous l'emprise économique des notables (« not'maître »), dans les régions de fort métayage, et de la direction idéologique du clergé catholique concordataire soumis à ses évêques. Aussi, le 17 mars 1848, à Paris, une grande manifestation impose au gouvernement le report des élections de quinze jours (pour le 23 avril). Mais le 16 avril, une nouvelle manifestation visant à un nouveau report est brisée par le ministre de l'Intérieur Ledru-Rollin, s'appuyant sur la Garde nationale, issue des quartiers bourgeois de la capitale.
De plus, le monde paysan bascule dans le camp défavorable aux républicains. Pour faire face aux difficultés financières, le ministre Garnier-Pagès institue, le 16 mars, une augmentation de 45 pour cent des contributions directes, qui effraie les propriétaires, bien que le gouvernement accorde des dégrèvements aux moins fortunés et suspende la perception jusqu'aux élections. Le gouvernement tente d'influencer le vote des provinciaux en dépêchant dans les départements des commissaires spéciaux et des clubistes républicains de Paris. Mais cela convainc moins qu'indispose.
Les élections ont lieu le jour de Pâques et, dans de nombreux villages, les électeurs sont allés voter après la messe, en procession, curé en tête. La participation est massive, avec plus de 84 % de votants. Les nouveaux élus se recrutent presque exclusivement dans la bourgeoisie. Il n'y a aucun paysan, et les ouvriers-artisans ne sont qu'une quinzaine sur 800 élus ! La nouvelle assemblée compte près de 300 monarchistes, camouflés en républicains du lendemain. On y retrouve le légitimiste comte de Falloux ou l'avocat Berryer ; s'y côtoient des orléanistes tels Odilon Barrot ou Charles de Rémusat. Il n'y a que 285 républicains de la veille, et les radicaux et les socialistes sont une centaine (dont Ledru-Rollin et Louis Blanc). Les résultats électoraux sont mal acceptés à Rouen et à Limoges, où des affrontements ont lieu entre les partisans des listes républicaines et ceux des « camouflés ».
Réunie le 4 mai, l'Assemblée porte à sa tête le « socialiste » chrétien Buchez, qui y restera environ un mois. Dès le 17 mai, elle forme un Comité de Constitution. Mais avant d'entreprendre la fondation du régime, la majorité souhaite se débarrasser de l'hypothèque de la « république rouge ». Un nouveau gouvernement (la Commission exécutive) permet d'éliminer les hommes les plus à gauche du précédent gouvernement. Étienne Arago, Garnier-Pagès, Pierre Marie et Lamartine sont conservés, mais Ledru-Rollin ne doit son maintien qu'à l'intervention de Lamartine, mettant en garde contre l'affront fait aux républicains s'il est évincé. Le 10 mai, l'assemblée refuse la proposition de Louis Blanc de créer un ministère du Travail et se contente d'une commission d'enquête sur le sort des travailleurs. Elle interdit les délégations des clubs à l'Assemblée pour y déposer des pétitions (vieille pratique de la révolution de 1789). Le 15 mai, elle profite d'une manifestation républicaine en faveur de la Pologne, qui se bat pour s'affranchir de la tutelle russe, pour faire arrêter les chefs républicains (Auguste Blanqui, Raspail, Huber, Armand Barbès, Albert).
Aux élections complémentaires du 4 juin, le parti de l'Ordre progresse. Adolphe Thiers est élu dans 4 départements, Louis-Napoléon Bonaparte est élu dans 4 départements mais renonce à siéger. Par contre, les démocrates et les socialistes ont des élus à Paris (Joseph Proudhon et Pierre Leroux). Ainsi confortée, la majorité ferme les ateliers nationaux le 21 juin. Les classes populaires de Paris se soulèvent. Ce sont les journées de Juin 1848. Elles sont écrasées dans le sang par l'armée, la Garde nationale et la Garde mobile sous les ordres du général républicain Louis-Eugène Cavaignac. Les survivants sont déportés en Algérie. Aux élections complémentaires du 17 septembre, le parti de l'Ordre se renforce de nouveau : il y a 15 monarchistes sur 17 élus (dont Louis-Napoléon Bonaparte, qui décide de siéger).

## Élaboration de la Constitution

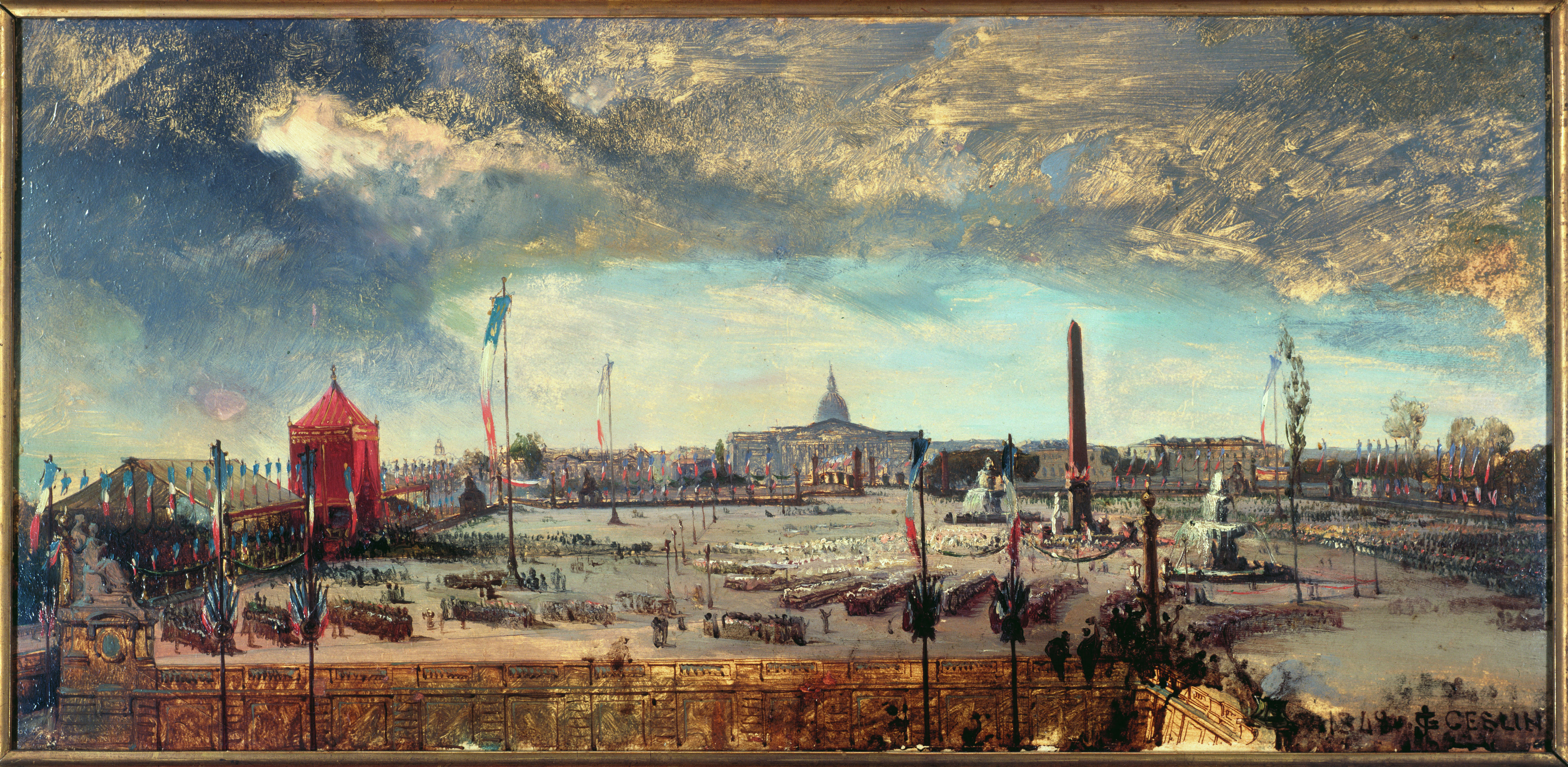
Promulgation de la Constitution, place de la Concorde, le 12 novembre 1848, par Jean-Charles Geslin, musée Carnavalet.

Le 11 mai 1848, l'Assemblée décide, à l'unanimité, la création, en son sein, d'une commission de Constitution, commission spéciale chargée de préparer un projet de constitution. Le lendemain, 12 mai, elle décide qu'elle sera composée de dix-huit membres. Les 17 et 18 mai, elle procède à leur élection. Sont élus, le 17 mai, Cormenin, Marrast, Lamennais, Vivien, Tocqueville et Dufaure puis, le 18 mai, Martin, Woirhaye, Coquerel, Corbon, Tourret, Beaumont et Dupin ainsi que Vaulabelle, Barrot, Pagès, Dornès et Considerant. À côté du socialiste Victor Considerant, on y trouve Odilon Barrot, orléaniste, Jules Dufaure, orléaniste, Alexis de Tocqueville, conservateur, Cormenin, un républicain modéré, qui est le président, et Armand Marrast, qui est le rapporteur. Ces trois derniers sont partisans d'un régime présidentiel à l'américaine. Un projet est envoyé devant les commissions de l'Assemblée dès la fin mai, mais ces dernières ne commencent la discussion qu'après les journées de Juin. Les discussions sont vives et permettent au Comité de Constitution d'amender son projet, qui est déposé pour la discussion générale le 31 août. L'examen article par article a lieu du 4 septembre au 27 octobre. Le texte est de nouveau envoyé devant le Comité de Constitution du 27 octobre au 1er novembre. La discussion finale se déroule du 2 au 4 novembre.
La discussion de la déclaration des Droits montre l'orientation conservatrice que les constituants veulent imprimer à la nouvelle république. C'est le droit au travail qui déchaîne les passions. En référence à l'Article 21 de la Constitution de l'An II, les républicains et les socialistes veulent que la Constitution en intègre le principe, disposition très attendue en cette période de fort chômage. Adolphe Thiers s'oppose, argumentant qu'il est dangereux de promettre que l'on pourra toujours offrir du travail. Par ailleurs, il pense que cela démobilisera l'effort d'épargne des salariés (bien mince, il est vrai, en raison des faibles salaires de l'époque). Tocqueville y voit l'introduction du communisme en France, cette « nouvelle forme de servitude ». Le droit du travail est remplacé par un vague droit à l'assistance, bien moins contraignant. La devise républicaine Liberté, Égalité, Fraternité est encadrée par les principes Famille, Travail, Propriété et Ordre, sur la proposition de Théodore Ducos.
Prosper Duvergier de Hauranne demande la suppression de la référence au droit à l'assistance, et même à celui à l'instruction. Charles de Montalembert se bat pour imposer la liberté de l'enseignement (qui doit favoriser les écoles catholiques) face au « communisme intellectuel » mis en place par le monopole étatique de 1806 sur l'Université. La discussion est soutenue sur l'organisation des pouvoirs. Thiers est opposé à l'existence d'une seule chambre législative (le monocamérisme), parce que « la liberté naît de la contradiction » Il met par ailleurs en cause le principe même du suffrage universel. La nécessité même d'un président de la République est mise en débat, certains pensant qu'un président du Conseil des ministres suffirait. Beaucoup demandent l'interdiction pour la famille Bonaparte de se présenter à l'élection (au même moment, Louis-Napoléon Bonaparte se fait élire député dans de nombreux départements, et la propagande en sa faveur se développe). Victor Hugo demande en vain l'interdiction totale de la peine de mort (déjà obtenue dans le domaine politique). La séparation des Églises et de l'État, acquise en 1795, supprimée par le concordat de 1801, est rejetée. Le remplacement militaire, favorable aux fils de la bourgeoisie, est aussi objet de polémique, mais son existence est renvoyé à une loi ultérieure. L'impôt proportionnel est obtenu après vives discussions pour faire reculer le spectre de l'impôt progressif, qui effraie tant les possédants.
La Constitution est votée le 4 novembre 1848 par une très large majorité, seuls trente parlementaires votant contre. L'Assemblée constituante avait prévu de la compléter par des lois organiques, mais ses mauvaises relations avec le nouveau président de la République, Louis-Napoléon Bonaparte, ne lui en laissèrent guère le temps.
L'historien Samuel Hayat souligne qu'« alors que la proclamation constitutive du Gouvernement provisoire instituait « la République, sauf ratification par le peuple, qui sera immédiatement consulté », la ratification populaire de la Constitution n'est proposée que par les légitimistes Jean-Jacques Chapot puis Auguste de Puységur, et est repoussée à la quasi-unanimité ».

## Théorie du fonctionnement institutionnel
Héritière tant de la tradition révolutionnaire que de la pratique parlementaire sous Louis-Philippe Ier, la constitution de 1848 est profondément originale : elle tente une synthèse des différents héritages constitutionnels. L'Assemblée législative est unique, comme dans les constitutions de 1791 et 1793, tout en s'inspirant des deux grands autres modèles institutionnels de l'époque, le Royaume-Uni, régime parlementaire, et les États-Unis, régime présidentiel.

### Généralités et principes du texte

#### Préambule
Il proclame des principes fondamentaux, « En présence de Dieu et au nom du Peuple français ». Le préambule renoue avec celui de 1792, en affirmant l'« indivisibilité de la République ». Il comporte une déclaration des Droits et des Devoirs. Il est en réalité le résultat d'une profonde révision du premier projet constitutionnel. Après les journées de juin, qui voient une insurrection menacer la jeune République, les constituants reviennent sur certains grands principes initialement proclamés dans le projet. Le préambule ne comporte plus de référence au droit au travail ou au droit à l'assistance, droits sociaux et socialistes.
Dans un même article, le préambule affirme comme principes « la liberté, l'égalité et la fraternité », et indique que la nouvelle République a pour base « la famille, le travail, la propriété, l'ordre public » : l'historien Samuel Hayat souligne qu'« au vocabulaire républicain se mêle celui du conservatisme, fixant à la société des fondements immuables, loin des promesses de transformation émancipatrices ouvertes en février ».

#### Principe théorique de l'organisation des pouvoirs
Les pouvoirs sont organisés selon une séparation absolue. Pourtant, bien que le président ne puisse pas dissoudre l'Assemblée, celui-ci, ainsi que ses ministres, restent responsables (article 68).

#### Principes fondamentaux
La constitution institutionnalise l'abolition de l'esclavage. En outre, elle supprime la peine de mort pour crimes politiques. Les libertés fondamentales sont énoncées et renforcées : ce sont les libertés de la presse, de culte et d'association, et la propriété.

### L'organisation des institutions

#### Le pouvoir législatif
Le pouvoir législatif est le premier qui est organisé par la Constitution (22 articles). Le peuple souverain délègue son pouvoir législatif à une assemblée unique. Elle est formée de 750 membres âgés d'au moins 25 ans, élus au suffrage universel masculin (à partir de 21 ans) au scrutin de liste départemental. C'est un vote public, oral et enregistré. Les élections ont lieu au chef-lieu du canton. Les députés sont élus pour trois ans et sont rééligibles immédiatement. L'Assemblée est renouvelée intégralement tous les trois ans. L'Assemblée est permanente, mais, entre les sessions, un bureau de 25 membres élus assure la permanence. Elle ne peut être dissoute, et décide elle-même du lieu de ses séances et de la force militaire chargée de la protéger.
L'Assemblée vote les lois qui sont à son initiative ou à celle du gouvernement. Le président ne peut mettre son veto à une loi votée ; il peut cependant demander une nouvelle délibération. C'est l'Assemblée qui déclare la guerre et ratifie les traités.

#### Le pouvoir exécutif
Selon la thèse officielle, le système de 1848 copie la Constitution américaine. Ainsi, le pouvoir exécutif est confié à un président de la République élu pour 4 ans au suffrage universel direct en s'inspirant du modèle américain. Il n'est rééligible que 4 ans après la fin de son mandat, doit avoir au moins 30 ans, doit être né français et ne jamais avoir perdu sa qualité de français (article 44). Dans un premier temps, les débats allaient vers une élection à la majorité relative avec un minimum de 2 millions de voix. La constitution fut cependant amendée à la demande d'Alexis de Tocqueville. Selon lui, un président élu à la majorité relative avec les voix d'une minorité des électeurs n'aurait pas eu de légitimité. S'inspirant du modèle des États-Unis, qu'il avait longuement étudié et exposé dans De la démocratie en Amérique, il proposa donc que le président soit désigné par des grands électeurs, que ces « délégués » soient élus par le peuple, et que l'élection du président se fasse à la majorité absolue, l'Assemblée étant chargée de trancher dans le cas où aucun candidat n'emporterait la majorité qualifiée au premier tour. Le principe de la majorité absolue fut adopté (article 46), mais le recours aux grands électeurs fut rejeté. Le principe d'un mandat de quatre ans était un autre emprunt au modèle américain admiré par Tocqueville.
Un examen de la Constitution sous un angle différent conduit à restreindre ce parallèle, faisant de ce texte un régime présidentiel déséquilibré au profit de l'Assemblée. Au-delà de cette querelle juridique, la Constitution pose un autre problème, en raison du contexte. Certains craignent le danger du mandat populaire. Un amendement visant à écarter de la candidature les membres des anciennes familles régnantes est écarté. En effet, certains constituants voulaient éviter un dévoiement du régime, en excluant de la course à l'élection le neveu de Napoléon et les membres de la famille royale. À son entrée en fonction, il prête serment devant l'Assemblée nationale.
Le président cumule les fonctions de chef d'État et de chef du gouvernement. La pratique conduira d'abord à la désignation d'un ministre comme chef du gouvernement, mettant en lumière les interprétations multiples que le texte permet. En tant que Chef de l'État, le président dispose de la force armée, sans pouvoir jamais la commander en personne, négocie et ratifie les traités, nomme les fonctionnaires et dispose du droit de grâce. Les ambassadeurs étrangers sont accrédités auprès de lui. En tant que chef du gouvernement, il nomme et révoque les ministres (dont le nombre et les attributions sont fixés par l'Assemblée). En outre, il promulgue les lois et en a l'initiative. Il peut également demander une nouvelle délibération des lois votées. Chaque année, il adresse un message à l'Assemblée pour lui exposer l'état des affaires de la République. Ses actes autres que ceux relatifs à la nomination et à la révocation des ministres doivent être contresignés par un ministre. Il perçoit un traitement annuel de 600 000 francs, et est logé dans les palais nationaux. Le président propose à l'Assemblée l'élection d'un vice-président (qui le remplace en cas de défaillance, et qui préside le Conseil d'État). Tout comme les ministres, le président peut être traduit devant une Haute Cour de justice (5 juges provenant de la Cour de cassation et un jury de 36 membres provenant des conseils généraux des départements).

## Postérité
Les pouvoirs sont organisés autour de deux pouvoirs forts, également légitimés par le suffrage universel. Il n'y a pas de résolution pacifique des conflits possible. Mais les constituants ne craignaient pas les conflits, car ils considéraient que l'exécutif était subordonné au législatif, et tenaient l'extrême spécialisation des deux pouvoirs pour une garantie. Cependant la réalité de l'élection présidentielle fait d'un individu le détenteur de la légitimité populaire, alors que, dans l'Assemblée, elle est émiettée entre 750 députés (par ailleurs non homogènes sur leurs options politiques).
Le régime ne fonctionnera jamais comme l'avaient prévu les constituants, puisque Louis-Napoléon Bonaparte est triomphalement élu président de la République le 10 décembre 1848 (malgré les efforts des « Amis de la Constitution ») et que l'Assemblée élue aux élections législatives du 13 mai 1849 est majoritairement monarchiste.
La République est renversée par un coup d'État de Louis-Napoléon Bonaparte le 2 décembre 1851 bien que celle-ci subsiste de façon nominale jusqu'à la proclamation du Second Empire le 2 décembre 1852.
L'historien Samuel Hayat estime que cette constitution « pose pour longtemps les jalons de ce que l'on entend, en France, par des institutions républicaines. C'est en son nom que les républicains protestent, le 13 juin 1849, contre l'expédition de Rome décidée par Louis-Napoléon Bonaparte pour y rétablir l'autorité temporelle du pape, donnant prétexte au pouvoir pour réprimer massivement le mouvement républicain et pour rendre la législation sur les associations et sur la presse encore plus contraignante. C'est encore en son nom que s'organise la résistance au coup d'État, le 2 décembre 1851, particulièrement vive dans les départements. Enfin, c'est cette Constitution que les républicains ont en mémoire en 1870, quand l'échec militaire de Bonaparte, devenu Napoléon III, permet à bon nombre d'anciens quarante-huitards de revenir au pouvoir ».